# Holger Mitterer
Holger Mitterer (* 4. Januar 1973 in Hanau) ist ein deutscher Psychologe und Phonologe. Er ist Professor an der Universität Malta.

## Werdegang
Holger Mitterer wurde am 4. Januar 1973 in Hanau geboren. Nach dem Abitur 1992 an der dortigen Hohen Landesschule begann er ein Studium der Psychologie an den Universitäten Bielefeld und Leiden, das er 1998 mit einem Master beider Hochschulen abschloss. Zum Promotionsstudium wechselte er an die Universität Maastricht an den Fachbereich für kognitive Neurowissenschaften der dortigen Fakultät für Psychologie. 2003 wurde er mit der Doktorarbeit Understanding ‘gardem bench’: Studies on the perception of assimilated words forms promoviert.
In demselben Jahr trat er eine Stelle am Max-Planck-Institut für Psycholinguistik im niederländischen Nijmegen an. Dort arbeitete er in der Gruppe von Anne Cutler. 2013 verließ er die Einrichtung und nahm eine Position als Associate Professor am neugegründeten Department für Kognitionswissenschaft an der Universität Malta an.

## Forschungstätigkeit
Mitterers Fachgebiete sind die Psycholinguistik und die Phonetik. Zu seinen Forschungsschwerpunkten zählen die Erkennung des gesprochenen Worts, die Wahrnehmung von Konsonantfolgen, Sprachproduktion und Farbwahrnehmung. Der Fachliteratur-Suchdienst Google Scholar verzeichnete Holger Mitterer im Dezember 2021 als Autor oder Mitautor von über 100 Fachbeiträgen mit einem h-Index von 35.
Von 2013 bis 2018 war er wissenschaftlicher Mitherausgeber der Fachzeitschrift Laboratory Phonology; gemeinsam mit Cynthia Clopper von der Ohio State University ist er Chefherausgeber des Journals Language and Speech.

## Veröffentlichungen (Auszug)
- Jan-Peter de Ruiter, Holger Mitterer, N. J. Enfield: Projecting the End of a Speaker's Turn: A Cognitive Cornerstone of Conversation. In: Language. Band 82, Nr. 3, September 2006, S. 515–535, doi:10.1353/lan.2006.0130.
- Holger Mitterer, James M. McQueen, Denis G. Pelli: Foreign Subtitles Help but Native-Language Subtitles Harm Foreign Speech Perception. In: PLoS ONE. Band 4, Nr. 11, 11. November 2009, 7785, doi:10.1371/journal.pone.0007785.
- Paola Escudero, Rachel Hayes-Harb, Holger Mitterer: Novel second-language words and asymmetric lexical access. In: Journal of Phonetics. Band 36, Nr. 2, April 2008, S. 345–360, doi:10.1016/j.wocn.2007.11.002.
- Holger Mitterer, Mirjam Ernestus: The link between speech perception and production is phonological and abstract: Evidence from the shadowing task. In: Cognition. Band 109, Nr. 1, Oktober 2008, S. 168–173, doi:10.1016/j.cognition.2008.08.002.